# Galaxias bobmcdowalli
Galaxias bobmcdowalli es un extinto pez que perteneció a la familia Galaxiidae. Vivió durante la época del Mioceno. Fue descrito por Werner Schwarzhans, R. Paul Scofield, Alan J. D. Tennyson, Jennifer P. digno y Trevor H. Digno en 2012.
Algunos restos de esta especie todavía se conservan.